# Первомайское муниципальное образование (Краснокутский район)
Первомайское сельское поселение — муниципальное образование в составе Краснокутского района Саратовской области. Административный центр — село Первомайское. На территории поселения находятся 2 населённых пункта — 2 села . 
В регионе наблюдается линейно-дисперсный характер размещения населения, где около 65% проживает в 12 наиболее крупных городах

## Населённые пункты
- село Первомайское — административный центр;
- село Ахмат;